# Grube Eid

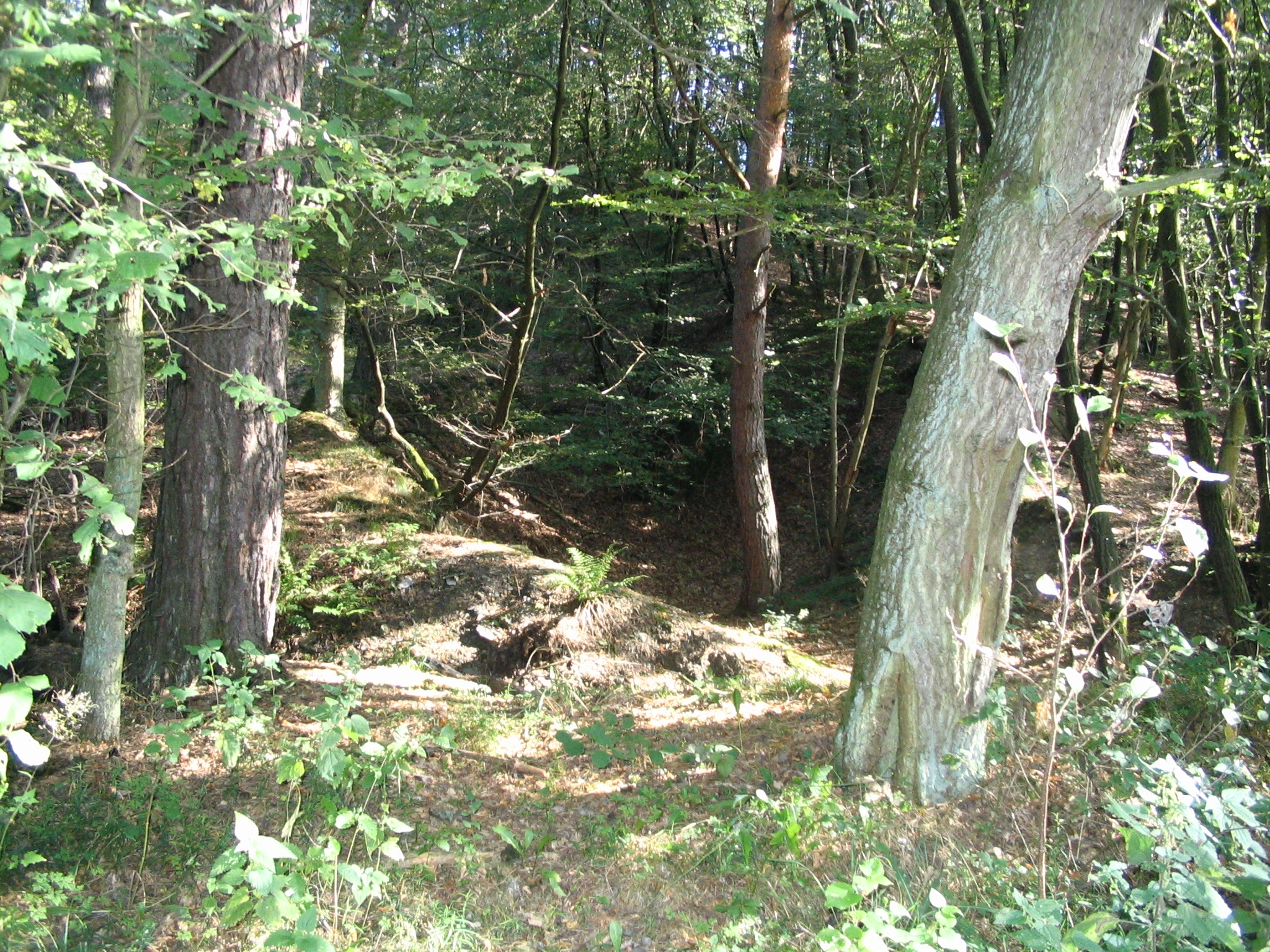
Zugeschütteter Stolleneingang am Külzbach

Die Grube Eid ist ein stillgelegtes Erzbergwerk im Külzbachtal zwischen Alterkülz und Neuerkirch im Hunsrück.

## Beschreibung
Die Grube bestand aus zwei Hauptstollen, einer im Külzbachtal, der andere im angrenzenden Osterkülztal. Der Louisengang hatte eine Höhe von 100 cm, der Mariengang eine Höhe von nur 60 cm. Die Mineralgänge bestanden aus milchig weißem Quarz mit Spateisenstein und Zinkblende, Bleiglanz, Kupfer- und Schwefelkies. Gefördert wurde bis zu einer Tiefe von 35 Metern.
Die Aufbearbeitungsanlage für die Erze befand sich an der Mündung des Osterkülzbachs in den Külzbach. Zwischen der Grube Eid und der Aufbearbeitungsanlage floss ein künstlicher Mühlgraben, eine Schienenverbindung war geplant.
Sichtbar sind heute nur noch die zugeschütteten Stolleneingänge, der mächtige Mühlgraben, die Abraumhalden der Aufarbeitungsanlage und die heute als Fischteiche genutzten Klärgruben.

## Geschichte

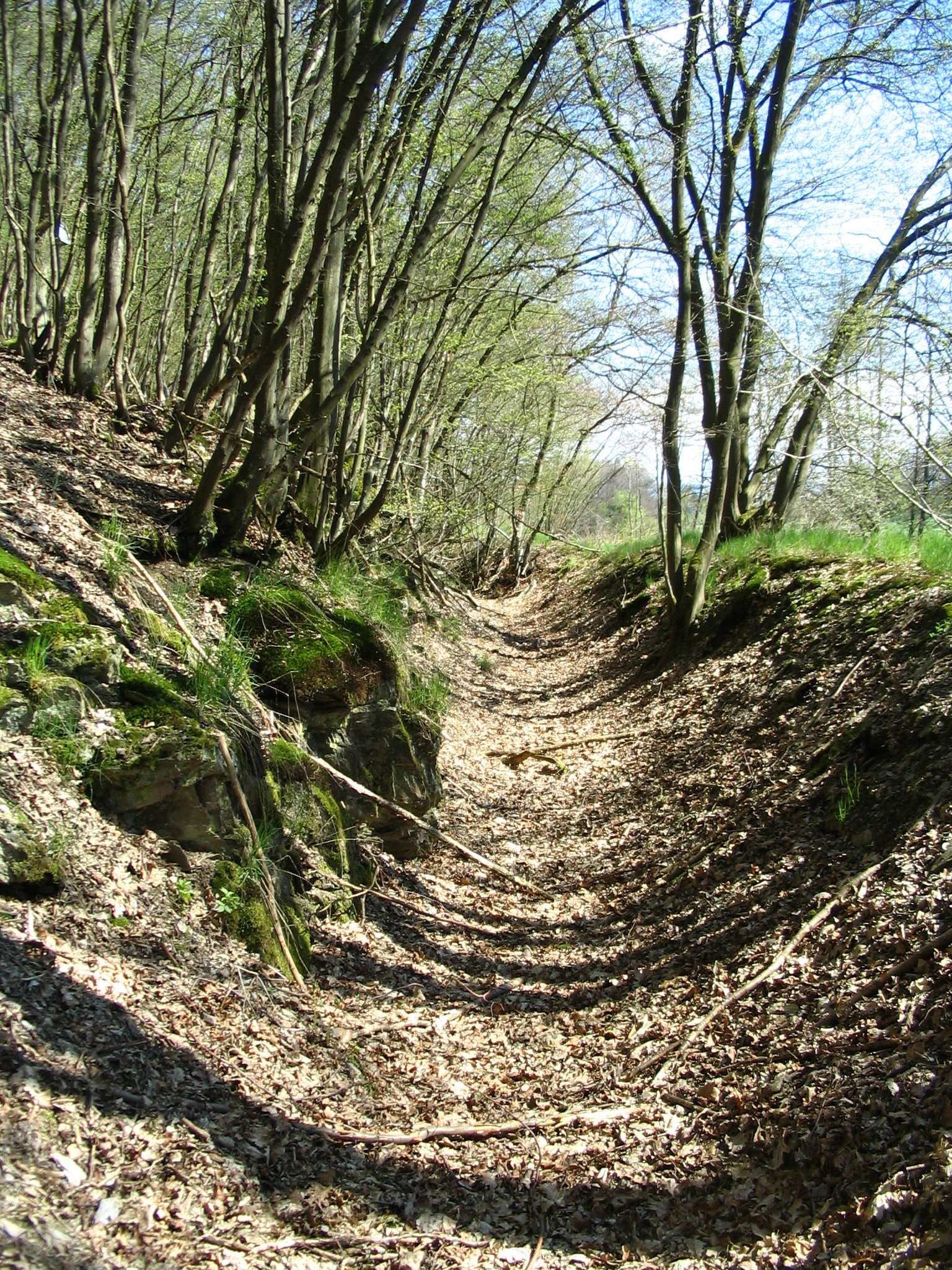
Ein gewaltiger Mühlgraben von 1.000 Metern Länge führte zur Aufbereitungsanlage

Es wird davon ausgegangen, dass schon in der Römerzeit im Külzbachtal Erz abgebaut wurde. Die Grube Eid erhielt eine Schürferlaubnis 1870 und war mit Unterbrechungen bis 1907 in Betrieb. Eine Konzession bezieht sich auf den Abbau von Silber, Kupfer, Blei und Zink, im Volksmund wird die Aufbearbeitungsanlage der Grube heute noch Silberschmelze genannt.
Die Ausbeute der Grube war offensichtlich permanent am Rande der Wirtschaftlichkeit, ein Indiz dafür war ein häufiger Besitzwechsel.
- 1789 findet sich die Gewerkschaft „Gute Hoffnungsgrube“ in den Aufzeichnungen
- 1794 mit dem Einmarsch der Franzosen kommt der Grubenbetrieb zum Erliegen
- 1847 Gewerkschaft Stoclet & Leclaire beantragt Schürfrechte
- 1848 Konzession zum Abbau von Silber, Kupfer, Blei und Zink
- 1852 Betrieb ruht
- 1853 Wiederaufnahme des Abbaus
- 1860/1861 Konkurs und Zwangsversteigerung
- 1863 Neuer Eigentümer: Baron von Zeppenfeld
- 1905 Bergdirektor Honigmann a. D. aus Boppard pachtet die Grube

Historische Quellen berichten immer wieder von Betriebsunterbrechungen und willkürlichen Entlassungen.

## Stilllegung

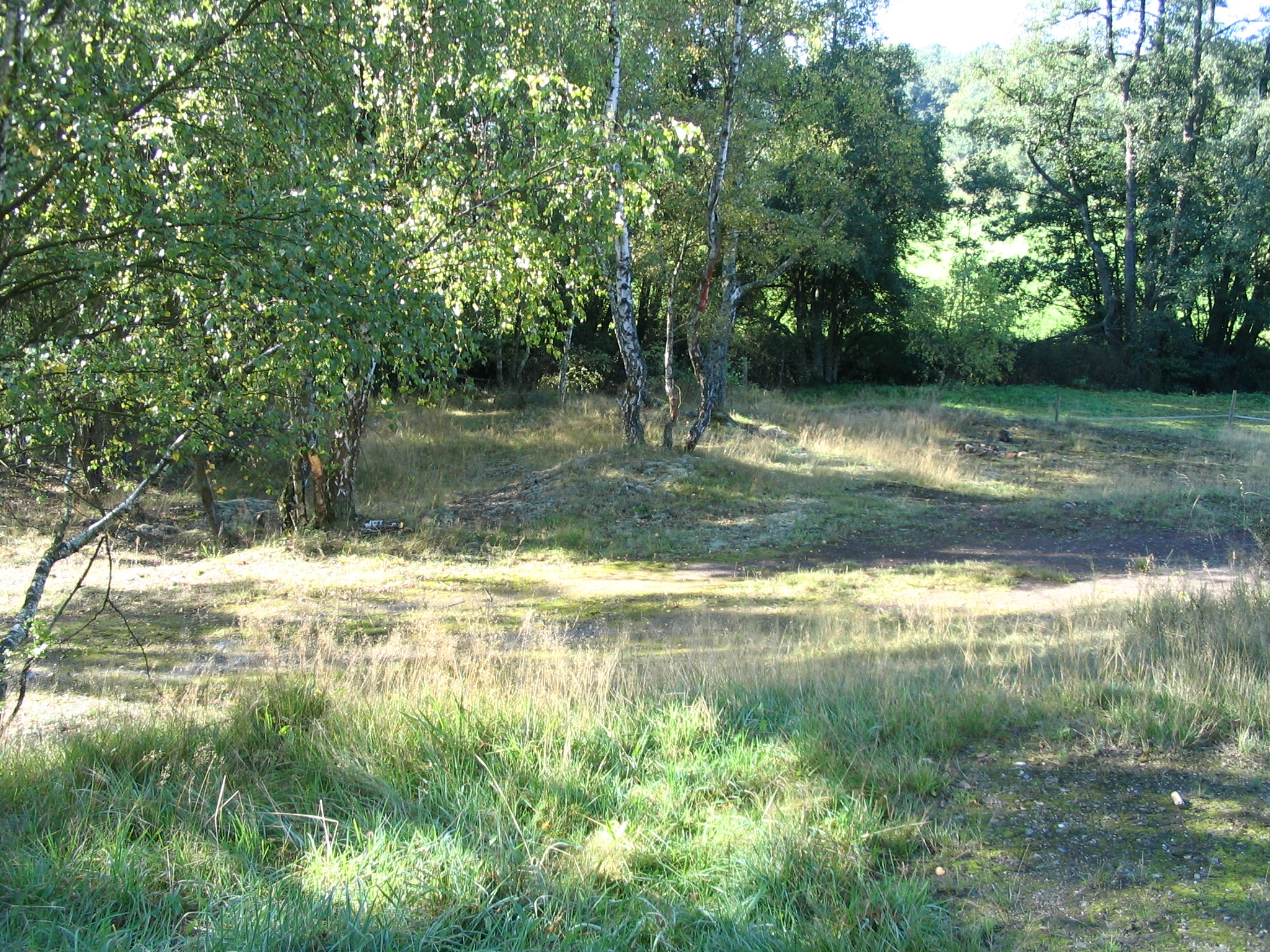
Die Abraumhalden sind bis heute nur karg bewachsen

Im März 1908 stürzte ein Schacht ein, oberirdisch kam es zu Senkungen. Der Betrieb wurde eingestellt, da die Besitzer keine Instandhaltungsinvestitionen tätigen wollten. Zudem hat es in den Jahren davor erhebliche Umweltprobleme durch Wasserverunreinigungen durch den Klärprozess gegeben, die talwärts liegenden Dörfer konnten das Bachwasser nicht mehr als Trinkwasser für Mensch und Vieh, Waschwasser und zur Bewässerung nutzen. Heute soll sich die Grube noch in Besitz der Stolberger Bergbau AG befinden.